# كبير المسؤولين الطبيين في إنجلترا

## كبير الأطباء (المملكة المتحدة)
في المملكة المتحدة كبير الأطباء (CMO) هو المستشار الحكومي الأقدم في الشؤون الصحية. هناك أربع منظمات إدارية جماعية في المملكة المتحدة يتم تعيينهم لتقديم المشورة للحكومات:حكومة جلالة الملك (CMOلإنجلترا والمستشار الطبي لحكومة المملكة المتحدة), والسلطة التنفيذية في إيرلندا الشمالية والحكومة الإسكتلندية،  وحكومة ويلز .ويساعد كل رئيس من منظمات الإدارة الجماعية نائب أو أكثر من نواب رئيس الأطباء، ويكمله كبير مسؤولي التمريض .
كبير الأطباء هو طبيب مؤهل تخصصه الطبي تقليديا هو طب الصحة العامة ، والذي يركز عمله على صحة المجتمعات بدلا من صحة الأفراد. في الآونة الأخيرة، كان بعض المعينين من كبار الأطباء دون تدريب في طب الصحة العامة. في المملكة المتحدة، يعد كبير المراقبين العسكريين أحد كبار المسؤولين المحترفين الذين يقدمون المشورة للحكومة في مجالات الرعاية الصحية والإجتماعية الخاصة بهم 

## رئيس الأطباء لانجلترا
مزيد من المعلومات: خدمة الصحة الوطنية (إنجلترا).
تم إنشاء هذا المنصب التاريخي في العصر الفيكتوري للمساعدة في منع الكوليرا والأوبئة الأخرى. في عام 1969، تم إنشاء منصب رئيس المكتب الطبي لويلز، وقبل ذلك تم تغطية كل من إنجلترا وويلز من قبل منصب رئيس الأطباء في إنجلترا وويلز.
- Sir John Simon (1855–1876)
- Dr Edward Cator Seaton (1876–1879)
- Sir George Buchanan (1879–1892)
- Sir Richard Thorne Thorne (1892–1899)
- Sir William Henry Power (1900–1908)
- Sir Arthur Newsholme (1908–1919)
- Sir George Newman (1919–1935)
- Sir Arthur MacNalty (1935–1940)
- Sir Wilson Jameson (1940–1950)
- Sir John Charles (1950–1960)
- Sir George Godber (1960–1973)
- Sir Henry Yellowlees (1973–1984)
- Sir Donald Acheson (1984–1991)
- Sir Kenneth Calman (1991–1998)
- Sir Liam Donaldson (1998–May 2010)[5][6]
- Prof. Dame Sally Davies (Jun 2010–Sep 2019)[7]
- Prof. Chris Whitty (Oct 2019–present)[8]

## رئيس الأطباء في اسكتلندا
مزيد من المعلومات:NHS اسكتلندا
من خلال العديد من عمليات إعادة التنظيم، كان رؤساء منظمات التسويق في اسكتلندا هو المسؤول الطبي الأول في مجلس الحكم المحلي في اسكتلندا ، مجلس الصحي الإسكتلندي، وزارة الصحة في اسكتلندا، وزارة الصحة التنفيذية الاسكتلندية والآن الحكومة الاسكتلندية.

## رئيس الأطباء في ويلز
مزيد من المعلومات: NHS ويلز
تم إنشاء وظيفة ويلز. في عام 1969.
قبل ذلك كان هناك وظيفة واحدة لكل إنجلترا وويلز، الرئيس الطبي لانجلترا وويلز.
- Dr Richard Bevan (1969–1977)
- Prof. Gareth Crompton (1978–1989)
- Dame Deirdre Hine (1990–1997)
- Dr Ruth Hall (1997–2005)
- Dr David Salter (Jul 2005–Apr 2006; acting)
- Dr Tony Jewell (18 Apr 2006–2012)
- Dr Ruth Hussey (2012–2016)
- Dr Chris Jones (Mar–Jul 2016; acting)
- Dr Frank Atherton (1 Aug 2016–present)

## رئيس الأطباء في أيرلندا الشمالية
- Dr William Richard Dawson (1922–1929) Chief Medical Officer of Ministry of Home Affairs, Northern Ireland.[10]
- Dr Frank F Main (1954–1968)
- Dr Thomas Terence Baird (1973–1978)[11]
- Dr Bob Weir (1978–1986)[12]
- Dr James McKenna (1988–1995)[11]
- Dr Henrietta Campbell (1995–2006)
- Dr Michael McBride (2006–present)

## مزيد من المعلومات: الرعاية الصحية والاجتماعية في أيرلندا الشمالية.
•الدكتور ويليام ريتشارد داوسون (1922-1929) مدير طبي بوزارة الداخلية، أيرلندا الشمالية [15]
•الدكتور فرانك إف ماين (1954-1968)
•الدكتور توماس تيرينس بايريد (1973-1978) [16]
•الدكتور بوب ويد (1978-1986)[17]
•الدكتور جامس ماكينا (1988-1995)[16]
•هنريتا كامبل (1995-2006)
مايكل ماكبرايد (2006 - للوقت الحاضر)